# Televisietoren Smilde
De Cellnextoren of Televisietoren Smilde is een toren met zendmast in het Nederlandse dorp Hoogersmilde (provincie Drenthe) voor radio- en televisie-uitzendingen, dataopslag en (mobiele) telecommunicatie. De eerste televisiezender werd op 24 november 1959 in gebruik genomen. De toren werd op 10 mei 1960 geopend door de Drentse commissaris van de Koningin Jaap Cramer. De constructie van gewapend beton en staal is met 303 meter de hoogste in Noord-Nederland. 

## Voorgeschiedenis
Om televisie-ontvangst in het noorden mogelijk te maken is er in 1957 in de Noordoostpolder nabij Urk een tijdelijke straalverbindingstoren gebouwd, om een verbinding te krijgen tussen de televisiestudio’s in Bussum en de eveneens tijdelijke televisiezender in het Friese Irnsum.  Deze televisiezender werd eind 1959 overgebracht naar de nieuwe PTT-toren in de gemeente Smilde. Ter vervanging van de toren bij Urk werd er voor de PTT een nieuwe straalverbindingstoren gebouwd in Zwollerkerspel.

## Constructie

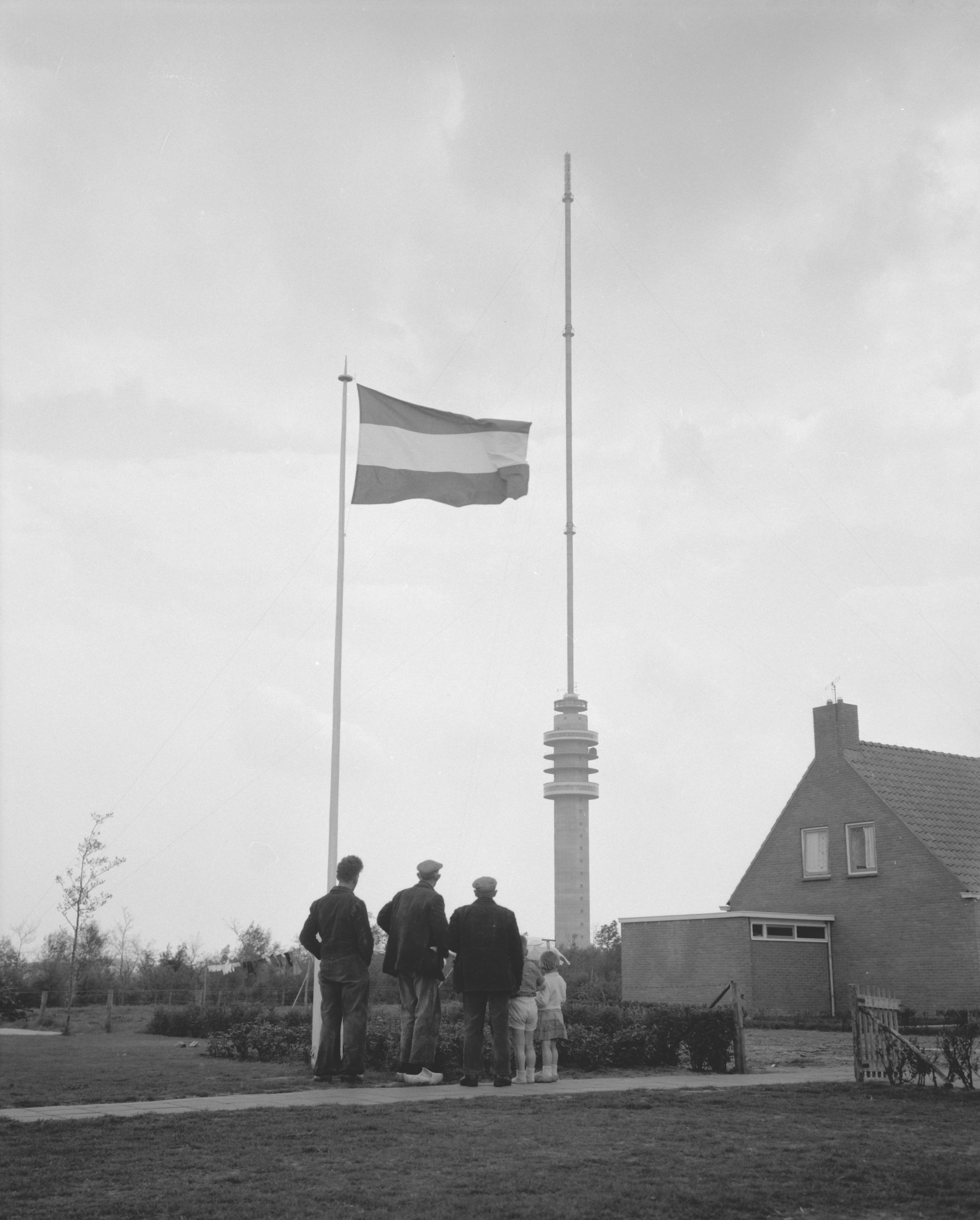
De officiële opening op 10 mei 1960

De toren is ontworpen als onderkomen voor omroepzenders en als zend- en ontvangstation voor PTT/KPN-straalverbindingen voor (vaste) telefonie en mobilofoon.
De bouw van de toren begon op 6 maart 1958. Aannemer J.P. van Eesteren uit Rotterdam startte op 28 mei met de opbouw van de torenschacht. Na drie weken dag en nacht werken was de glijbouw klaar. Voorts werd er onder meer nog gewerkt aan de tuiblokken, bordessen, de dikke vloer waarop de mast rust en de betonnen koker waarin de mast staat. Begin april 1959 begon de firma De Vries Robbé uit Gorinchem aan de montage van de stalen buismast, die een diameter van twee meter had, en was uitgerust met een tweepersoons lift. De tuikabels werden ondertussen op het bouwterrein gefabriceerd door  personeel van de Staaldraadkabel- en Herculestouwfabriek (voorheen J. C. den Haan) uit Gorinchem. Op 6 augustus 1959 werd het hoogste punt op circa 286 meter  bereikt.
De toren staat op een ronde funderingsplaat met een doorsnede van 16 meter en 2 meter dik. De betonplaat rust niet op heipalen maar op speciaal ingedikte zandgrond op ruim 4 meter onder het maaiveld. De bovenkant van de funderingsplaat is tevens keldervloer en is 2,3 meter diep. De betonconstructie staat ruim 85 meter boven het maaiveld, (NAP: +12m) heeft een binnendiameter van 10,3 meter, een wanddikte van 30 centimeter en telt 21 verdiepingen. De bordessen en ringen hebben een buitendiameter van 16,7 meter. De onderste van de 6 bordessen is gebouwd rondom de 15e verdieping op een hoogte van 56,9 meter en is uitwendig afgesloten met een glaswand. Deze verdieping wordt de dienst- of werkring genoemd en op de 19e verdieping op een hoogte van 74 meter bevindt zich de reportagering. Daartussen bevinden zich twee verdiepingen met bordessen van gewapend beton. Op de 22e verdieping, op de top van de 85 meter hoge  betonconstructie staat de torencabine. Deze bestaat uit staal met rondom glas. De toren (zonder mast) is daarmee circa 88 meter hoog.
In het bovenste deel van de betonnen toren bevinden zich de ruimten waarin de radio- en televisiezendapparatuur is opgesteld. De zenders zijn met coaxkabels verbonden met de zendantennes. De mast is met een aantal tuikabels verankerd. De constructie vertoont overeenkomsten met de Gerbrandytoren in IJsselstein.
In april 1964 werden er boven op de mast antennes gemonteerd voor Nederland 2 (televisie) en FM-radio. Daardoor werd de buismast nog 15 meter hoger. Op 22 oktober 1965 begon men met het uitzenden van Nederland 2.

## FM-radio
In 1964 werden toren en mast gereed gemaakt voor het uitzenden van FM-radioprogramma's van de publieke omroep. Op 28 december 1964 werd gestart met uitzenden.
Sinds 31 maart 1969 wordt er in stereo uitgezonden.
Anno 2024 worden de volgende zenders doorgegeven:
- NPO Radio 1 91,8 MHz
- NPO Radio 2 88,0 MHz
- NPO 3FM 88,6 MHz
- NPO Klassiek 94,8 MHz
- Omrop Fryslân Radio 92,5 MHz
- Radio Drenthe 90,8 MHz
- Radio 538 102,2 MHz
- Radio 10 103,2 MHz
- BNR Nieuwsradio 89,6 MHz
- YourSafe 90,5 MHz
- Sky Radio 101,0 MHz
- Qmusic 100,4 MHz
- Radio Veronica 99,6 MHz
- RadioNL 104,2 MHz
- Joe 87.6 MHz

## Eigenaar
De eigendomsverhoudingen van dit bouwwerk zijn, net zoals die van de meeste andere Nederlandse zendmasten, zeer complex. Er zijn diverse partijen betrokken:
- De onder- en bovengrondse betonnen constructie is van Cellnex Telecom (voorheen Alticom).
- De zendmast is van staats-bv NOVEC
- De antennes zijn van de diverse huurders.
- Het terrein waarop de toren staat is van KPN, behalve de grond onder de voet van de toren en 3 meter eromheen (boven de fundering). Deze grond is weer van Cellnex.

De toren was tot aan de privatisering van de PTT rijkseigendom. De mast en omroepzenders waren in handen van de nv Nozema, waarvan de Nederlandse Staat meerderheidsaandeelhouder was. En was er een vast team van onderhoudstechnici. Behalve een eenvoudigere eigendomssituatie was ook het gebruik eenvoudiger: op de diverse betonnen bordessen stonden richtantennes opgesteld voor straalverbindingen en aan de stalen mast van de Nozema waren de antennes bevestigd voor analoge televisie en FM-radio. De enige gebruikers waren derhalve eerdergenoemde KPN en daarnaast de Nozema. Sinds de opkomst van mobiele communicatie zijn daar alle mobiele operators bijgekomen en tevens wordt de vrije ruimte in de toren door de eigenaar ingericht als datacenter, en verhuurd. Sedert 2015 worden een tweetal etages in de toren als datacenter exclusief verhuurd aan CJ2 Hosting B.V. uit Groningen.

## Vliegtuigongeval
Op 14 augustus 1968 werd een tuikabel geraakt door de vleugeltip van een gevechtsvliegtuig, type F-100 Super Sabre, van de Amerikaanse luchtmacht, afkomstig van de luchtmachtbasis Lakenheath (GB). De kabel brak en het resultaat was een knik in de stalen mast, verbogen verbindingsbouten en beschadigde FM-antennes. Het vliegtuig landde veilig, zij het met enige schade, op vliegbasis Soesterberg. 

## Vorstschade
In de winter van 1985 werd het beeld van Nederland 2 ernstig verstoord door ijsafzetting op het antennegedeelte.
Daarop kreeg het Duitse bedrijf Rohde & Schwarz opdracht om de top van zeven Nederlandse tv-zendmasten te vervangen door een rood-wit gekleurde kunststofkoker, met daarin de UHF-zendantennes voor Nederland 2 en 3. In augustus 1985 was Smilde als eerste aan de beurt en in het najaar van 1987 de televisietoren Goes als laatste.

## Analoog wordt digitaal
In de periode van juli tot oktober 2006 werd de rood-witgestreepte kunststofkoker op de top van de mast, met daarin de UHF-zendantennes voor Nederland 2 en 3, verwijderd en vervangen door nieuwe UHF-antennes met verticale polarisatie voor het uitzenden van digitale radio en televisie (Digitenne). De totale hoogte na vervanging van de antennes was 294 meter. Nederland 2 en 3 zonden vanaf dat moment uit via de noodantennes die iets lager aan de mast zaten. Nadat de analoge uitzendingen in december 2006 waren gestopt, werden in september en oktober 2007 de noodantennes en de antennes van Nederland 1 en TV Drenthe verwijderd. De antennes voor FM-radio zijn in bedrijf gebleven.

##### DAB+
Op 20 december 2013 werd gestart met het uitzenden van radioprogramma's van de publieke omroep via DAB+ (Digital Audio Broadcasting). DAB+ is de digitale opvolger van FM-radio.

## Brand en instorting

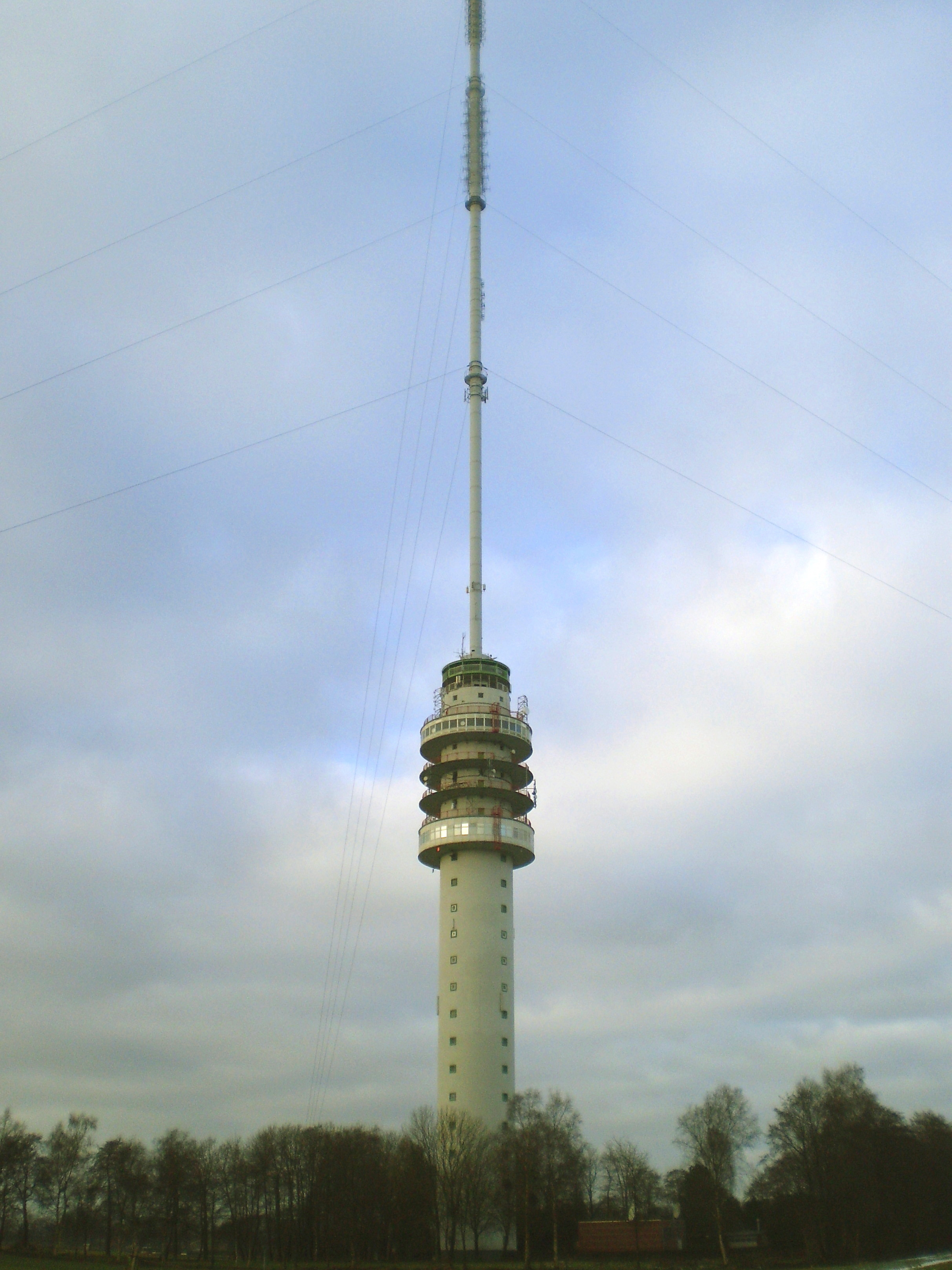
De zendmast in januari 2011

Op 15 juli 2011 brak rond 13:50 op ongeveer 180 meter hoogte brand uit in de stalen mast. Op dat moment waren er werkzaamheden aan de zendinstallatie. De brand kenmerkte zich eerst door witte rook, die na verloop van tijd steeds zwarter werd. De verf aan de buitenkant bladderde af. Met een helikopter van de politie, die speciale apparatuur aan boord had om warmtemetingen te kunnen verrichten, constateerde men dat het stalen deel van de mast zeer hoge temperaturen aannam. Dit was een reden om direct het bouwwerk en de omliggende driehonderd meter te ontruimen.
Om 15:30 kwam er plotseling beweging in de mast. In het midden van het stalen deel ontstond een knik en het bovenste deel brak af. Het viel rechtstandig naar beneden, waarbij het onderste stalen deel uit balans werd gebracht. Het betonnen deel bleef staan, wel met ernstige beschadigingen aan de bovenkant door het vallen en gedeeltelijk neerkomen van de bovenkant van het bovenste stalen deel. De tuikabels, waarmee de stalen mast vaststond, verloren hun functie, waardoor het resterende stalen deel, dat bewegelijk op een kogelgewricht gemonteerd was, een ogenblik later als één geheel naar de zijkant omviel. Hierbij waren voor het eerst aan de bovenkant van dit stuk duidelijke vlammen te zien die behoorlijk groot werden. Delen van de mast veroorzaakten door de hoge valsnelheid in het weiland kraters van enkele meters diep.
Op 20 september 2011 werd bekend dat bij politieonderzoek geen verwijtbare of strafbare feiten aan het licht zijn gekomen.

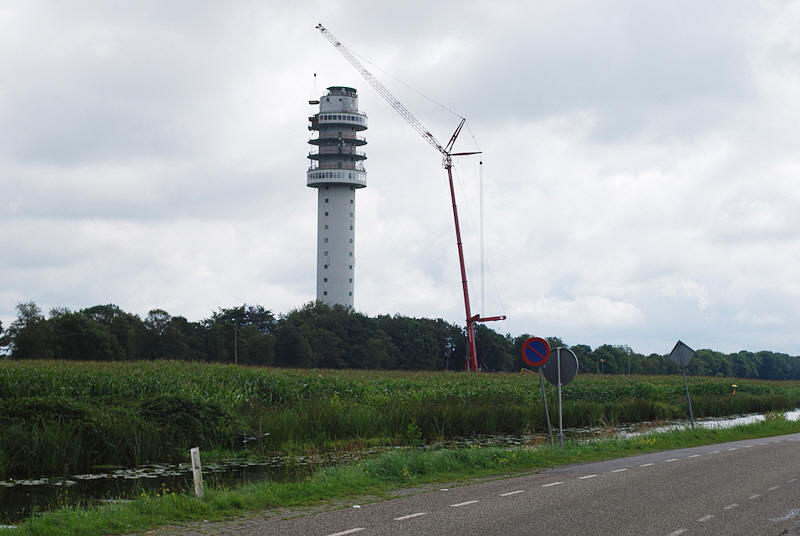
Ingestorte zendmast Hoogersmilde in juli 2011

### Uitval van radio en televisie
De instorting had grote gevolgen voor de etherontvangst van omroepzenders in verschillende delen van Nederland, des te meer doordat op 15 juli 2011 ook een kleine brand was ontstaan in de Gerbrandytoren in IJsselstein.
Er werd overigens, in weerwil van geruchten daarover, niet uitgegaan van een oorzakelijk verband tussen de beide gebeurtenissen. Uit onderzoek van NOVEC in 2012 leek toch een verband te bestaan tussen de branden. De eerste brand, in IJsselstein, leidde ertoe dat het zendvermogen beperkt werd en dat leidde tot een slechtere ontvangst van radiozenders. In de loop van de dag is in Smilde geprobeerd om de ontvangst te verbeteren, vermoedelijk door het opvoeren van het vermogen. De tweede brand, in Smilde, kan daarmee verband houden.
Er werden noodmasten geplaatst op de Johan Willem Frisokazerne in Assen en in Hoogersmilde zelf. De belangrijkste televisiestations werden beschikbaar gesteld op een website van KPN.

### Herstel van de toren

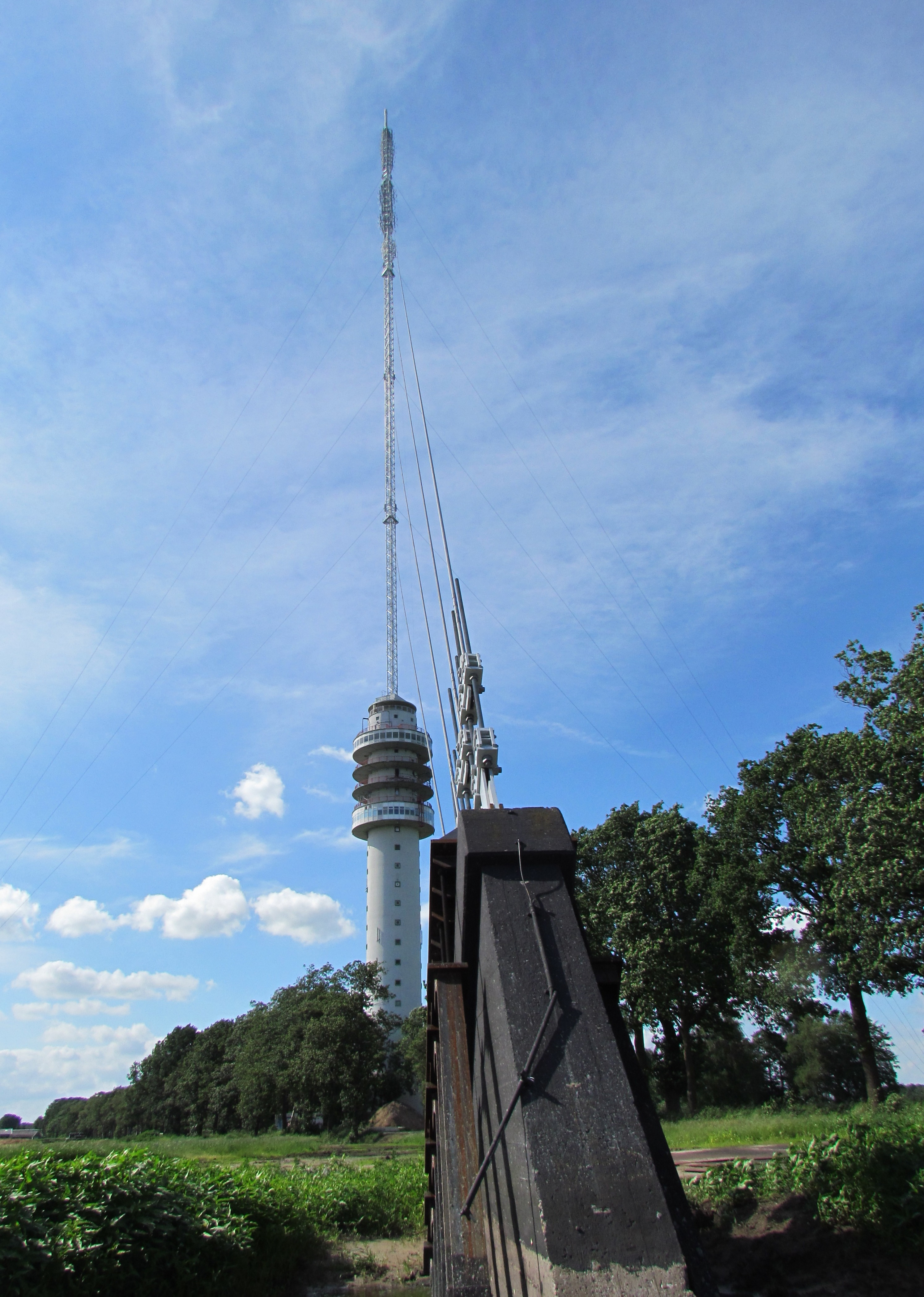
De tuikabels zijn stevig verankerd aan een tuiblok van gewapend beton.

Op 18 juli werd er een begin gemaakt met het opruimen van het puin en het herstel van de toren.
Op 12 oktober 2011 werd bekend dat Alticom de opdracht om de toren te herstellen aan BAM Gebouwservices heeft verleend voor een bedrag van ongeveer €500.000. Het betrof alleen het herstellen van de 85 meter hoge betonnen toren en de betonnen mastvoet op de top van de toren en niet de metalen mast, die overigens ook van NOVEC is.
BAM begon in november 2011 met de klus en op 20 maart 2012 was dit werk afgerond. De metalen mast kreeg een ander aanzien, maar behield wel zijn oorspronkelijke hoogte van 303 meter. Om het schoorsteeneffect te voorkomen kreeg de toren een open stalen driehoekige vakwerkmast. De stalen constructie werd thermisch verzinkt en van een natlaksysteem voorzien.
Op 15 februari 2012 verklaarde NOVEC dat het de opdracht tot herbouw van de stalen mast heeft verstrekt aan VolkerWessels Telecom. De constructie van de stalen mast door de firma Voortman Staalbouw uit Rijssen begon in maart 2012. De eerste van de in totaal 52 mastdelen van 4 meter lengte zijn op 29 maart 2012 op de opslagplaats aan de voet van de toren afgeleverd. Om het geheel zo snel mogelijk operationeel te krijgen werden de zendantennes reeds op de grond aan de vakwerkmastdelen bevestigd.
De firma Pieper Staalbouw uit Putten (Gld) kreeg opdracht om nieuwe tuiplaten en tuispanners te vervaardigen, een schuilcabine (op 160m hoogte) en ter vervanging van de verwoeste panorama-etage een kleinere torencabine.
Op 1 mei 2012 werd met behulp van een helikopter van Heliswiss International het eerste nieuwe mastdeel geplaatst. Op 4 mei 2012 raakten bij het werk aan de masten twee bouwers gewond toen een stuk gereedschap viel en via de helm van de één op de rug van de ander terechtkwam.
Op 14 mei 2012 werden de Digitenne-antennes geplaatst, waarmee de mast zijn hoogste punt van 303 meter bereikte. De daarop volgende bekabeling van de toren werd door slechte weersomstandigheden vertraagd. Hierdoor kon de geplande inbedrijfstelling op 1 augustus 2012 niet doorgaan.
In de nacht van 14 op 15 september 2012 is het zendstation weer in gebruik genomen en werd het grootste deel van de FM-zenders operationeel. De zenders van RadioNL en Arrow Classic Rock Noord zijn op 17 september in bedrijf gesteld, de Digitenne-zenders in de nacht van 24 op 25 september 2012.

## Monumentale waardering
De toren, gebouwd in functionalistische stijl, is in 2008 aangewezen als beschermd provinciaal monument (exclusief de zendmast). Volgens Gedeputeerde Staten is de televisietoren in verschillende opzichten een kind van zijn tijd. De toren symboliseert de snelle opkomst van de tv in het dagelijks leven in de jaren vijftig en zestig. De vormgeving is een fraai voorbeeld van de in beton gegoten architectuur die in die jaren opgang deed. De toren is na de brand in 2011 niet in originele staat hersteld.